# 덱스 (유튜버)
덱스(본명: 김진영, 1995년 6월 9일~)는 대한민국의 특수부대 UDT 출신 유튜버, 예능인, 배우이다.

## 활동
2016년 대한민국 해군 부사관 251기로 임관하여 UDT/SEAL 62-2기를 수료한 예비역 하사이다. 현역 시절 대테러부대인 해군 특수전전단 특수임무대대에서 4년간 복무하였으며, 2018년 대한민국 국군 파병부대인 아크부대 13진 해상작전대로 아랍에미리트 해외 파병도 8개월간 다녀왔다.
2020년 전역 이후 같은 해 피지컬갤러리의 밀리터리 웹예능 가짜사나이2 출연과 2021년 MBC의 서바이벌 예능 피의 게임 출연으로 인지도를 얻게 되었으며, 2022년 넷플릭스의 리얼리티 예능 솔로지옥2 출연을 계기로 국내외 팬들에게 큰 인기를 얻게 되었다. 
이후 여러 방송에서의 활약을 거쳐 2023년부터 MBC의 태어난 김에 세계일주 2, 3, 4 출연과 tvN의 언니네 산지직송 출연 등 으로 대중들에게 호평을 받으며 현재 방송인으로서도 다방면에서 활동하고 있다. 더불어 2024년부터는 드라마에 출연하면서 연기 활동도 시작했다.
2025년 7월 기준, 유튜브 105만 구독자, 인스타 팔로워 251.9만을 보유하고 있다.

## 주요 방송
- 2020년 왓챠 《가짜사나이 시즌2》 - 교관 출연
- 2021년 MBC & Wavve 《피의 게임》 - 고정출연
- 2022년 넷플릭스 《솔로지옥 시즌2》 - 참가자 출연
- 2023년 유튜브 《덱스의 냉터뷰 시즌1》 - 진행
- 2023년 Wavve 《피의 게임 시즌2》 - 고정출연
- 2023년 MBC 《태어난 김에 세계일주 2》 - 고정출연
- 2023년 넷플릭스 《좀비버스》 - 고정출연
- 2023년 유튜브 《덱스의 냉터뷰 시즌2》 - 진행
- 2023년 MBC 《태어난 김에 세계일주 3》 - 고정출연
- 2023년 넷플릭스 《솔로지옥 시즌3》 - 진행
- 2024년 tvN 《언니네 산지직송》 - 고정출연
- 2024년 유튜브 《덱스의 냉터뷰 시즌3》 - 진행
- 2024년 디즈니 + 《더 존: 버터야 산다 시즌3》 - 고정출연
- 2024년 JTBC[5] 《My name is 가브리엘》 - 고정출연
- 2024년 넷플릭스 《좀비버스 시즌2》 - 고정출연
- 2024년 유튜브 《핑계고》- 게스트
- 2025년 넷플릭스 《솔로지옥 시즌4》 - 진행
- 2025년 MBC 《태어난 김에 세계일주 4》 - 고정출연
- 2025년 SBS 《B:MY BOYZ》 - 진행

## 드라마
- 2024년 U+모바일tv 월요드라마 《타로: 일곱 장의 이야기》 - 버려주세요 편 윤동인 역
- 2025년 ENA 월화드라마 《아이쇼핑》 - 정현 역
- 2025년 SBS 《키스는 괜히 해서!》 - 특별출연
- 2026년 넷플릭스 《사냥개들 2》 - 특별출연

## 영화
- 2024년 《타로》[6] - 버려주세요 편 윤동인 역

## 주요 수상
- 2023년 제2회 청룡 시리즈 어워즈 - 신인 남자예능인상 (피의 게임 시즌2)
- 2023년 MBC 방송연예대상 - 남자 신인상 (태어난 김에 세계일주 2, 3)
- 2023년 MBC 방송연예대상 - 베스트 커플상 (with 기안84, 빠니보틀)
- 2024년 대한민국 퍼스트브랜드 대상 - 남자 부문 멀티테이너상
- 2024년 제3회 청룡 시리즈 어워즈 - 티르티르 인기스타상
- 2025년 대한민국 퍼스트브랜드 대상 - 남자 부문 멀티테이너상 (2년 연속 수상)